# Библия Гутенберга (РГБ)
42-строчная двухтомная Библия Гутенберга, хранящаяся в Российской Государственной Библиотеке (РГБ) в Москве. Выпущена Иоганном Гутенбергом в первой половине 1450-х годов тиражом 180 экземпляров. 45 из них были отпечатаны на пергаменте, остальные — на итальянской бумаге с водяными знаками. На текущий момент в мире в том или ином виде сохранилось 49 экземпляров и только 12 на пергаменте. Библия из РГБ — практически в полной сохранности (отсутствует только л. 5 Т. 1, он заменен факсимиле, изготовленным в 1877/78 гг. парижским реставратором Адамом Пилински, и два пустых листа второго тома). Уникальность экземпляру РГБ придаёт дата в конце первого тома, благодаря которой он считается самым ранним датированным экземпляром в мире, а также миниатюры XV века, которые отсутствуют в других сохранившихся копиях.
С XV до середины XIX веков вероятно именно эта Библия находилась в испанском монастыре Санто-Доминго де Силос, затем до 1875 года в бенедиктинском монастыре Санкт-Мартин де Мадрид, пока не была выкуплена антикваром. В 1881 году на лондонском аукционе «Сотбис» её приобрёл немецкий предприниматель Генрих Клемм. В 1884 году вся книжная коллекция Клемма была куплена властями Саксонии и передана Музею книжного дела. Во время Второй Мировой Войны Библия пропала из виду. В 1993 году было объявлено, что она вывезена из Германии и находится в Российской Государственной Библиотеке.
В 2019 году впервые показана публике на выставке «Библия Гутенберга: Начало нового времени», организованной РГБ. К этой выставке оба тома были отсканированы, а затем опубликованы в открытом доступе на сайте библиотеки и на Викискладе.

## История

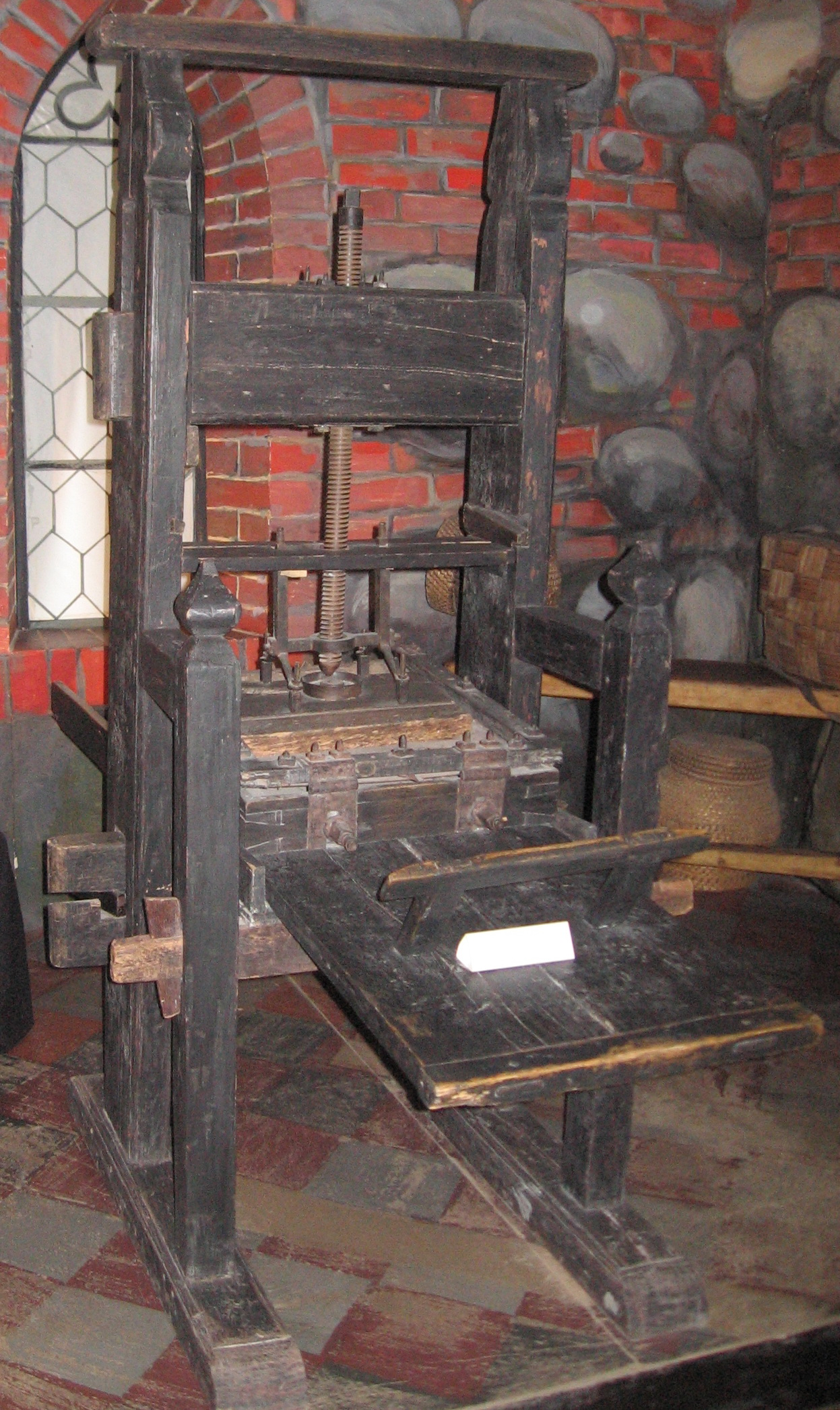
Печатный станок Гутенберга (реконструкция)

В 1440-х годах Иоганн Гутенберг создал способ книгопечатания подвижными литерами, который позволял массово выпускать печатные книги. Этот способ был явным улучшением рукописи и ксилографии (в том числе в части экономических и временных показателей производства), произвёл революцию в европейском книжном производстве. Технология печати Гутенберга быстро распространилась сначала по всей Европе, а затем и по всему миру.
Свою печатную продукцию Гутенберг начал выпускать в Майнце с 1449 года. Сохранилось несколько документов, из которых известно, что для организации книгопечатания и последующего производства, Гутенбергу требовались большие финансовые вложения. Так в октябре 1448 года он взял 150 флоринов под 5 % у Рейнхарда Брумсерна цум Бангартена и у Хенхина Роденштайна. Этих денег не хватило, поэтому он стал обращаться к другим инвесторам. Богатый купец Иоганн Фуст одолжил ему (под залог печатного оборудования) 800 флоринов, но и этой суммы было не достаточно, и два года спустя Фуст дал ещё 800 флоринов. Работа над 42-строчной Библией начнётся в 1451 году и продлится до 1455. Часть средств также удастся получить реализовывая выпускаемую продукцию. Из типографии Гутенберга в этот период вышли календари, учебники латинской грамматики, индульгенции, а также небольшие текстовые издания, например, «Страшный суд» (1452—1453), «Донат» (1453—1454) и др. Выпуск этой продукции позволял также работать над отладкой и усовершенствованием технологии.
В октябре 1454 года Гутенберг и Фуст представили на ярмарке во Франкфурте первые тетради будущего издания. Сохранилось письмо сиенского епископа Пикколомини к кардиналу Кархавалю, в котором он пишет:
Мне написали совершенную правду об этому замечательном человеке, которого видели во Франкфурте. Я не видел Библию целиком, но только несколько тетрадей по десять листов из различных книг Библии, выполненных самым чётким и правильным почерком, без единой ошибки, которые Ваше Преосвященство могло бы прочесть без помощи берилла.Епископ Пикколомини - кардиналу Кархавалю. 12 марта 1455, Ватиканская библиотека, ottobr. lat. 347
В этом же письме епископ Пикколомини также пишет, что «закончено 158 томов, но другие утверждали, что речь шла о 180». Автор книги «Европа Гутенберга» Ф. Барбье считает, что две приведённые цифры могут говорить о решении об увеличении тиража в связи с высоким спросом, принятом уже в ходе работы над Библией.
К 1455 году отношения с Фустом разлаживаются. Фуст подаёт на Гутенберга в суд, где требует, чтобы Гутенберг вернул 2020 флоринов (1600 долга и 420 в виде процентов). По решению суда Гутенберг должен выплатить от 1000 до 1250 флоринов и, возможно, вернуть Фусту часть типографского оборудования, в том числе шрифты 42-строчной Библии. Сабина Вагнер обращает внимание, что эти шрифты больше никем не использовались вплоть до смерти Гутенберга.

Пропорции наборной полосы в Библии Гутенберга

Считается, что при подготовке своей Библии Иоганн Гутенберг использовал так называемую Большую Майнцскую Библию. Стремясь создать наиболее точную копию рукописной книги того времени, Гутенберг изготовил шрифт, имитирующий шрифт рукописей, варьируя рисунок одной и той же буквы. Таким образом его шрифт состоял из 150—300 различных знаков вместо 60—70 минимальных, в нём было множество лигатур и сокращений, которые тогда часто использовали писцы. Благодаря этим сокращениям, а также убирая или добавляя пробелы, Гутенберг добился ровного набора. В науке Библия Гутенберга получила название 42-строчной Библии по числу строк на полосе. Однако, сперва их было меньше (40—41), потом, видимо в целях экономии, Гутенберг увеличил число строк до сорока двух. Чтобы не заходить за поля при добавлении новых строк, Гутенберг уменьшил междустрочный интервал. Формат книги — «in folio» (на одном листе такого формата помещается 4 страницы, пять листов, как правило, составляли тетрадку по 20 страниц), отношение сторон (1:1,44) приближается к типичному средневековому формату 2:3 (1:1,5). Поле набора имеет те же пропорции, состоит из двух колонок. Верхнее поле в 2 раза меньше нижнего, внутреннее — в 2 раза меньше внешнего. Нумерация отсутствует. Библия содержит 1272 страницы, и, как правило, она переплеталась в два тома.

## Содержание
Библия Гутенберга состоит из двух томов: Ветхий Завет и Новый Завет, в основе текста которых лежит так называемая Вульгата — латинский перевод Священного писания, выполненный Иеронимом Стридонским (Святым Иеронимом) в 380—420 годах. Текстологи-библеисты часто именуют её «Библией Мазарини», поскольку первый её экземпляр хранился в библиотеке кардинала Мазарини. Опубликованный Гутенбергом текст латинской Вульгаты основывался на рукописи французского типа XIII века, со следами редакции Алкуина. Текстологическая работа не проводилась, как не проводилось сверки авторитетных рукописей, по сути, это было воспроизведение наиболее распространённой формы Вульгаты того времени. Примечателен порядок книг Нового Завета: после Четвероевангелия следуют Послания Павла, далее Деяния Апостолов, Соборные послания и Апокалипсис. Тем не менее, множество последующих изданий вплоть до конца XVI века основывались на Библии Гутенберга.
Спустя почти сто лет после издания Гутенбергом печатной Библии, в 1546 году на Тридентском соборе перевод Святого Иеронима был официально признан Римской католической церковью; также было принято постановление о её изданиях quam datissime (то есть насколько возможно, без ошибок).

## Сохранившиеся экземпляры
Считается, что Библия Гутенберга выпущена тиражом в 180 экземпляров, 45 из них были отпечатаны на пергаменте, остальные — на итальянской бумаге с водяными знаками. На текущий момент в мире сохранилось 49 экземпляров, из них 21 полностью, в остальных отсутствуют страницы или один из томов целиком. На пергаменте сохранилось 12 копий, из них полных — 3.
Больше всего копий находятся в Германии (13), США (11), Великобритании (8) и Франции (4). В Российской империи имелся один экземпляр бумажной Библии (2 тома без 1 листа), но в 1931 году он был продан советским правительством лондонским аукционистам; позднее поступил в Бодмеровскую библиотеку (Колоньи, Швейцария). Во время Второй мировой войны из Германии в СССР было вывезено два экземпляра. Один из них в настоящее время находится в Научной библиотеке МГУ, другой — в РГБ.
Экземпляр из РГБ представляет особенную ценность. Он богато иллюминирован и в нём проставлена дата. Профессор Университета Иоганна Гутенберга в Майнце Штефан Фюссель называет Библии из РГБ, из Университетской библиотеки Гёттингена и из Австрийской национальной библиотеки в Вене — «тремя особыми экземплярами». Все три оформлены сложным растительным орнаментом, имеют цветные буквицы и инициалы с использованием сусального золота, но только экземпляр РГБ — единственный в мире украшенный миниатюрами XV века.

## Описание Библии из РГБ
Двухтомная библия на пергаменте хорошей выделки на латинском языке. Первый том содержит 324 листа, второй — 317. Отпечатана в два столбца по 42 строки (отсюда название — «42-строчная»), но некоторые листы первого тома, например 1—9 и 129—132 имеют по 40 строк, а лист 10 — 41 строку. Размер каждого тома с учётом переплёта — 425 x 295×130 мм, примерно равен листу формата А3. Вес каждого тома превышает 8 килограммов.
Считается, что экземпляры, содержащие листы по 40 и 41 строку относятся к так называемому «первому тиражу». При последующих наборах количество строк по всей книге выровняли до 42. Из 49 сохранившихся Библий Гутенберга 23 (5 на пергаменте и 18 на бумаге) имеют листы с 40 и 41 строками. О «первом тираже» говорит и другой факт. В некоторых книгах в начальных тетрадях встречаются заглавия, оттиснутые вторым прогоном красной краской. То есть Гутенберг уже в одной из первых печатных книг использовал цветную печать. Впоследствии он от неё отказался, видимо из-за трудоемкости процесса. Для заглавий и рубрик наборщики стали оставлять специальные места, куда потом их вписывали вручную. Экземпляр из РГБ относится к «первому тиражу» как по наличию листов с 40 и 41 строками, так и по наличию листов с «цветной печатью».
В конце первого тома (лист 324, оборот) имеется дата «1453» (визуально выглядит как 1073 или 1973, см. иллюстрацию), благодаря которой этот экземпляр считается самым ранним датированным экземпляром в мире. Крупный инкунабуловед Пауль Швенке в работе 1900 года поставил под сомнение подлинность даты, Карл Дзяцко напротив считал её подлинной, а доводы П. Швенке — недостаточными. Директор Немецкого музея книги и шрифта Йоханнес Шиннерер отнёс появление даты к периоду владения книгой Генрихом Клеммом, однако сам Г. Клемм в выпущенном каталоге своей коллекции ничего о ней не упоминает. Е. Казбекова отмечает, что такое написание арабских цифр (4 — в виде «петельки» и 5 — больше похожая на семёрку) зафиксировано в XV веке, вместе с тем она обращает внимание, что для нумерации глав и малых инициалов в самом тексте книги используется другое написание цифр (5 — везде как буква «Ч», а 1 — ближе к цифре девять).

### Переплёт
Оригинальный переплёт XV века из дерева, обтянутый теснённой кожей, с прикреплённой цепью (в монастырских библиотеках средневековой Европы книги часто прикрепляли цепью к металлическому упору на столе или библиотечной полке) был заменён во второй половине XIX века по просьбе тогдашнего владельца Генриха Клемма. По словам самого Клемма, новый переплёт был выполнен из мамврийского дуба с геометрическим орнаментом из наборного дерева различных пород. Тома имеют золотой обрез и серебряные застёжки (ныне утраченные).

### Иллюстрации
Библия оформлена 282 миниатюрными иллюстрациями, расположенных по нижнему полю, а также 126 большими красными и синими буквицами, помещёнными в начале каждой книги и 1 316 средними буквицами, расположенными в начале каждой главы. Часть миниатюр (168 шт.) выполнены около 1454—1481 годов во фламандско-бургундском стиле. Эберхард Кёнинг относит их к мастерской Виллема Бреланта (Врелана). С этим не согласна ведущий научный сотрудник отдела редких книг РГБ Т. Долгодрова. Она считает, что миниатюры выполнены мастерами немецкой школы. В своём исследовании она делает вывод: «Мастер, работавший над этими миниатюрами явно не принадлежал к „первому ряду“ миниатюристов того времени, каковым являлся нидерландец мастер бургундской школы Виллем Врелан». В описании книги на сайте РГБ говорится, что некоторые из миниатюр выполнены во французской (парижской) манере, возможно, Петером Шёффером.
Ещё 114 миниатюр появились в XIX веке по воле одного из владельцев книги — немца Генриха Клемма. Он поручил исполнить их неизвестному дрезденскому художнику. Директор Немецкого музея книги и шрифта Йоханнес Шиннерер детально описал их и подверг особой критике в своей статье «Фальсификации старых рукописей и печатных изданий».
Возможно над иллюстрациями XIX века работал не один, а несколько художников. Например Е.Казбекова указывает, что прослеживается минимум три-четыре руки, а сами миниатюры скопированы (часто в зеркальном отображении) из других раннепечатных Библий из коллекции Г. Клемма (в частности Библии А. Кобергера, Кёльн, 1478/79 г., Библии А. Кобергера, Нюрнберг, 1483 г.; Лютеровской Библии 1534 г.). Также она отмечает, что миниатюры XIX века по качеству и стилю исполнения заметно отличаются от миниатюр XV века. Несмотря на то, что они были скопированы, художник (художники) разрисовывали одежду так, что она стала походить на маскарадные костюмы, на «псевдославянскую» или даже на одежду второй половины XIX — начала XX века. Целью такого вмешательства, по мнению Е. Казбековой — является сознательная мистификация для увеличение цены при последующей продаже. Косвенно это подтверждает каталог Г. Клемма 1884 года, в котором новый переплёт и дополненную иллюминацию он описал как оригинальное убранство XV века. Свою коллекцию книг Кллемм продал вскоре после выпуска каталога.

Миниатюры располагаются на нижнем поле страницы. Такое расположение было характерно для маргиналий в рукописных книгах. Рисунки не имеют подписей и прямых отсылок к тексту, однако практически все иллюстрируют текущую главу и только в редких случаях изображают сюжет из другого текста (например миниатюра «Юдифь и Олоферн» помещена в Первую книгу Царств, а не в Книгу Юдифи, для которой этот сюжет основополагающий) или повторяются (например сцена «Давид, выливающий воду во славу Господа» используется дважды: во Второй книге Царств и в первой книге Паралипоменон).

### Утраты
Издание практически не имеет потерь. В первом томе отсутствовал пятый лист Книги Бытия, но в XIX веке он был восстановлен французским реставратором Адамом Пилинским в виде факсимиле-имитации (см. иллюстрацию). Во втором томе отсутствуют только пустые листы 318 и 319.

## Происхождение
Эрик Маршалл Уайт в 2012 году опубликовал работу, в которой привёл свидетельства, что вероятно именно эта Библия находилась в испанском монастыре Санто-Доминго де Силос. В частности он ссылается на рукописный каталог монастыря 1772 года, в котором она названа Biblia Sacra в двух томах. После упразднения монастыря, его библиотеку в 1875 году перевезли в бенедиктинский монастырь Санкт-Мартин де Мадрид. Монастырь нуждался в средствах для восстановления своих построек, а потому распродал часть книг, включая Библию Гутенберга. Её приобрёл мадридский библиофил Хосе Игнасио Миро, а затем перепродал парижскому книготорговцу Антуану Башлен-Дефлоренну. Во время нахождения издания в Париже был восстановлен 5 лист первого тома. В 1881 году оба тома попали на лондонский аукцион «Сотбис», где за 2 000 фунтов их купил немецкий предприниматель Генрих Клемм. В 1884 году вся книжная коллекция Клемма выкупается властями Саксонии и передаётся Музею книжного дела (Лейпциг).
Во время Второй мировой войны эта Библия, как считалось, пропала. Но в 1993 году было объявлено, что она вывезена из Германии и находится в Российской государственной библиотеке. По сообщению Маргариты Ивановны Рудомино в 1945 году трофейные бригады вывезли из Лейпцига в СССР две Библии Гутенберга. Одна из них — бумажная из библиотеки Лейпцигского университета в настоящее время находится на хранении в Научной библиотеке МГУ, а другая — пергаментная из Немецкого музея книги и шрифта — в РГБ. Генеральный директор РГБ Вадим Дуда рассказал, что Библию вывезли в из замка Рауэнштайн вместе с другими книгами и шрифтами (в общей сложности 19 ящиков). В библиотеку она попала 10 октября 1945. Доктор искусствоведения Алексей Лебедев считает Библию Гутенберга одним из самых ценных экспонатов, вывезенных из Германии.
Сразу после обнаружения книги в запасниках РГБ, немецкая государственная комиссия по реституции начала переговоры о возвращении её в Германию. СМИ сообщали, что передача определённых библиотечных коллекций, вывезенных в СССР может проходить в несколько этапов: вначале Германии могут быть переданы издания из резервных фондов российских библиотек, которые не были включены в читательский оборот, а после выработки эффективного механизма передачи, рассматривалось возвращение главных раритетов. Отмечалось, что так как на территории Германии нет советских библиотечных ценностей, то компенсировать возврат книг, немецкая сторона может из фонда в 70 млрд марок, которое правительство выделило на реституцию в целом.
Помимо книг немецкая государственная комиссия по реституции также обсуждала возможность возвращения: «Золота Трои», «Эберсвальдского клада» из Берлинского музея доистории и ранней истории, около пяти тысяч картин и рисунков из Бременской картинной галереи, включая так называемую Балдинскую коллекцию, более пяти тысяч предметов из Берлинской восточноазиатской коллекции и другое. К концу 1994 года президент Борис Ельцин пообещал вернуть культурные ценности Германии, но Государственная Дума РФ и Совет Федерации заняли противоположную позицию. В 1998 году был принят Федеральный закон N 64-ФЗ «О культурных ценностях, перемещённых в Союз ССР в результате Второй мировой войны и находящихся на территории Российской Федерации», согласно которому оставшиеся в России культурные ценности являются её национальным достоянием.

## Выставки

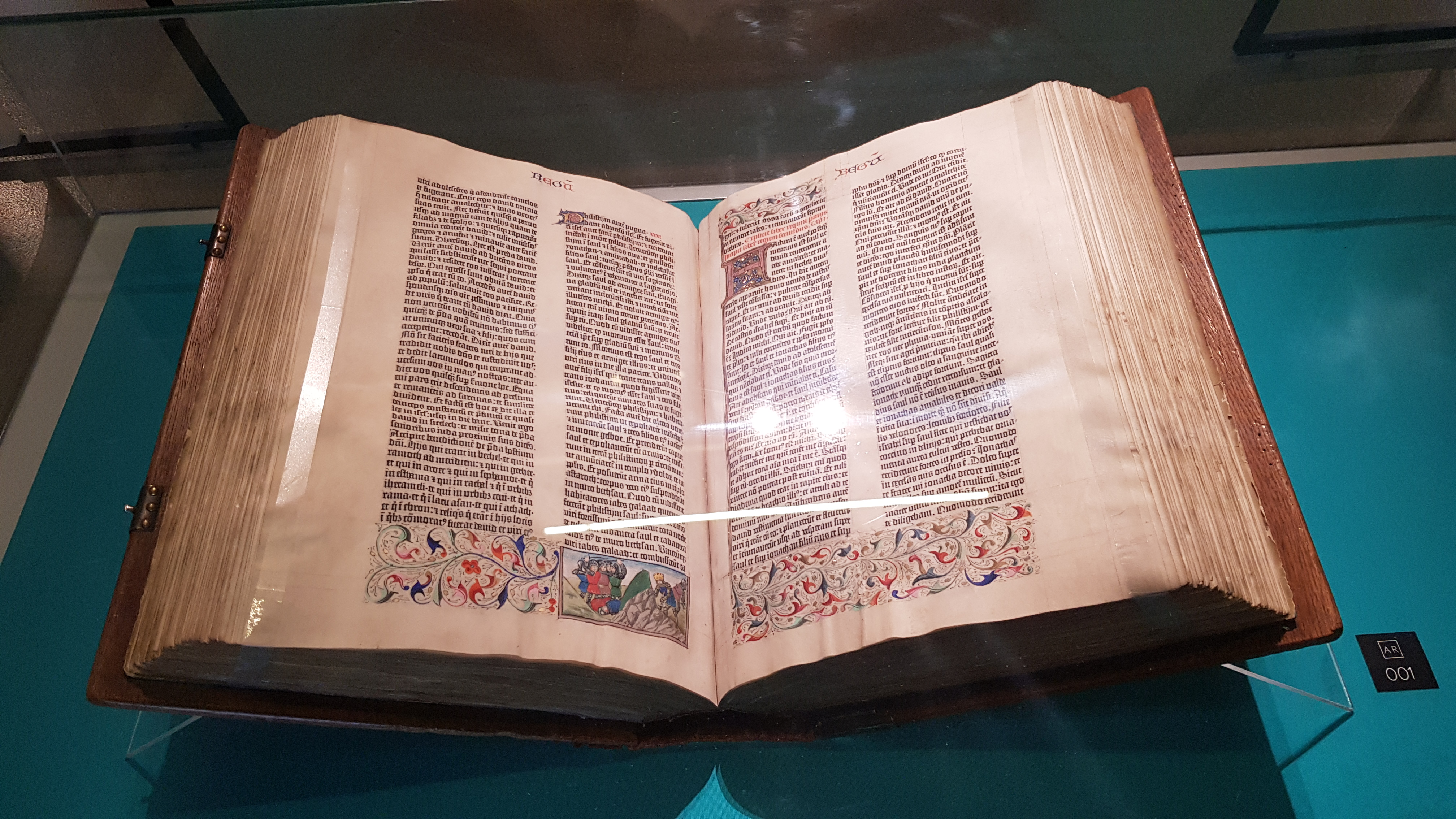
Первый том книги на выставке «Библия Гутенберга: Начало нового времени», проводившейся в Российской Государственной Библиотеке в 2019 году

В 1996 году в РГБ проходила выставка «Откровение св. Иоанна Богослова в мировой книжной культуре», на которой были представлены около 300 экспонатов, связанных с «Апокалипсисом». Выставка проводилась несколько месяцев, но Библия Гутенберга была представлена на ней только в день открытия. Газета «Коммерсантъ» так писала об этом факте: «Видимо, знаменитая книга предназначалась для глаз не простых посетителей, а лишь высоких гостей, среди которых, кроме Патриарха Московского и всея Руси Алексия II и греческого посла г-на Родуссакиса был и посол Германии д-р фон Штудниц. Подразнив германского посла зрелищем утраченной реликвии, устроители выставки, видимо, сочли свою задачу выполненной и заменили знаменитую книгу на копию — факсимильное издание 1913 г.».
Широкой публике книга была показана только в 2019 году на выставке «Библия Гутенберга: Начало нового времени», также проходящей в РГБ. К этой выставке оба тома были отсканированы, а затем опубликованы в открытом доступе на сайте библиотеки и на Викискладе. На открытии экспозиции Министр культуры России Владимир Мединский заявил, что нахождение Библии Гутенберга в фондах РГБ является подтверждением легендарного статуса библиотеки.
8 декабря 2021 — 13 марта 2022 Библия экспонировалась в Эрмитаже в рамках выставки «Библия Гутенберга. Книги нового времени». На открытии этой выставки генеральный директор Российской государственной библиотеки В. В. Дуда отметил: «В фондах Ленинки находится около 40 миллионов документов, один из самых важнейших и ценных — Библия Гутенберга».

### Комментарии
1. ↑  Из статьи Т. Долгодровой неясно, она пишет об оригинальных миниатюрах XV века, или о добавленных в XIX веке по просьбе Г. Клемма
2. ↑  Имеется в виду экземпляр бумажной Библии, который был продан советским правительством, и позднее поступил в Бодмеровскую библиотеку